# Hattstatt
Hattstatt es una localidad y comuna francesa, situada en el departamento de Alto Rin, en la región  de Alsacia. 
Sus habitantes reciben en idioma francés el gentílico de Hattstattois y Hattstattoises.

## Demografía
| 612 | 649 | 671 | 691 | 721 | 784 |
| Para los censos de 1962 a 1999 la población legal corresponde a la población sin duplicidades (Fuente: INSEE [Consultar]) |     |     |     |     |     |

## Patrimonio artístico y cultural
- Iglesia de Sainte-Colombe
- Casona de los viticultores
- Fuente de Sainte Colombe